# Aeroporto di Grand-Case Espérance
L'Aeroporto di Grand-Case Espérance (IATA: SFG/CCE, ICAO: TFFG), anche noto come Aeroporto di Grand-Case e Aeroporto L'Espérance (in francese Aérodrome de Grand-Case Espérance), è un aeroporto civile sito a Grand-Case, sul lato francese dell'isola di Saint Martin. Data la vicinanza del ben più importante Aeroporto di Sint Maarten (PJIA) sul lato olandese dell'isola, questo scalo è servito solo da compagnie regionali.
L'aeroporto di Grand Case è gestito da EDEIS, uno dei principali attori nelle operazioni aeroportuali e nell'ingegneria in Francia, dove gestisce 18 aeroporti.
Nel 2017 è stata completata la ristrutturazione dell'aeroporto che comprendeva un terminal modernizzato, l'aggiornamento della caserma dei vigili del fuoco, un piazzale di parcheggio esteso e una nuova torre di controllo. Nel 2018 è stato completato un nuovo hangar per la manutenzione della linea.
L'aeroporto prevede più di 200.000 movimenti di passeggeri all'anno.

## Torre di controllo
La torre di controllo del controllo del traffico aereo PJIA presso l'aeroporto Principessa Giuliana sul lato olandese di Sint Martin dispone di due sistemi radar con una portata di 50 miglia nautiche (93 km; 58 mi) e 250 NM (460 km; 290 mi). Il controllo del traffico aereo PJIA gestisce 14.000 km quadrati di spazio aereo intorno all'aeroporto. Oltre a fornire il controllo di avvicinamento, torre e terra al PJIA, i servizi di traffico aereo Juliana forniscono anche il controllo di avvicinamento per l'aeroporto di Grand Case.

## Pista e strutture
Gli aerei in arrivo si avvicinano all'isola in breve finale per la pista 12 sopra la baia di Grand-Case, con una vista corrispondente. Quando la direzione del vento cambia, il che è comune, gli aerei in arrivo si avvicinano all'isola in breve finale per la pista 30, nella direzione opposta.
Aerei più grandi come l'ATR 72-500 powerback dopo essersi allineati sulla pista per la partenza, a causa della pista corta.
L'aeroporto regionale Espérance a Grand Case consente i trasferimenti più rapidi per gli aerei commerciali tra le isole e per gli aerei privati. Gli operatori sono tenuti ad inviare una richiesta di volo a EDEIS FBO SERVICE.

## Statistiche
Questo grafico non è disponibile a causa di un problema tecnico.
Si prega di non rimuoverlo.
Vedi la query Wikidata di origine.